# Gouvernement de Biélorussie
1796–1802
Entités précédentes :
- Namestnitchestvo de Vitebsk
- Namestnitchestvo de Polotsk

Entités suivantes :
- Gouvernement de Vitebsk
- Gouvernement de Moguilev

Le gouvernement de Biélorussie (en russe : Белорусская губерния, bielorousskaïa goubernia) est une division administrative de la Russie impériale qui exista de 1796 à 1802 sous le règne de Paul Ier.

## Premier gouvernement de Petite Russie
Dès son accession au trône, Paul Ier veut s'affirmer et initie une réforme administrative et territoriale. Le 12 décembre 1796, le gouvernement de Biélorussie est formée avec pour capitale Vitebsk et comprenant 16 ouïezds : Belitsa, Velij, Vitebsk, Gorodok, Dünaburg, Lucyn, Moguilev, Mstislavl, Nevel, Orcha, Polotsk, Rogatchev, Sebej, Senno, Tchaoussy et Tcherikov.
En 1801, Alexandre Ier lance une nouvelle réforme pour améliorer l'administration du territoire. Le 27 février 1802, le gouvernement de Biélorussie est divisée en deux gouvernements, Vitebsk et Moguilev.